# Pavel Verbíř
Pavel Verbíř (Mělník, 13 novembre 1972) è un ex calciatore ceco, di ruolo centrocampista.
Era soprannominato Verba.
È il terzo miglior marcatore del campionato ceco di calcio con 76 reti, dietro a Horst Siegl, con 121 e Vratislav Lokvenc con 78.
È il calciatore del Teplice con più presenze in competizioni UEFA, 31. Inoltre è anche il miglior marcatore del Teplice nelle competizioni UEFA, con 4 reti.

## Caratteristiche tecniche
Era un'ala sinistra, poteva essere schierato anche come centrocampista esterno su entrambe le fasce.

## Carriera

### Club

#### Teplice

##### 1991-1997: 2. Liga e la promozione in 1. Liga
Dopo aver giocato nelle giovanili di Sempra Lobkovice (1979-81), Sokol Obříství (1981-83), Spolana Neratovice (1983-87) e Sparta Praga (1987-1991) arriva nella rosa del Teplice nel 1991. Indosserà la divisa numero 9. Dopo aver militato per diversi anni in seconda divisione con il Teplice, la squadra riesce a raggiungere la 1. Liga grazie al secondo posto ottenuto nella stagione 1995-1996 in Druhá Liga: gran parte del merito va a Verbíř che trascina la squadra gialloblu alla promozione anche grazie alle 11 marcature realizzata dal centrocampista in 28 partite. Nella prima stagione in Gambrinus Liga, la squadra trova la salvezza nelle ultime giornate concludendo il cammino nella prima divisione del calcio ceco in tredicesima posizione. In questa stagione Verbíř sigla 5 reti.

##### 1997-2002: Gli anni in Gambrinus Liga
Nella stagione 97-98 la prima divisione ceca cambia nome da 1. Liga diviene Gambrinus Liga. Il Teplice gioca una buona stagione che si conclude con il settimo posto. Verbíř realizza quattro reti in campionato. Nell'annata 1998-99 il Teplice si supera: dopo aver giocato un campionato all'altezza delle migliori, conclude il torneo al secondo posto assieme allo Slavia Praga dietro allo Sparta Praga, guadagnando l'accesso alle Coppe europee. Verbíř sigla 13 reti piazzandosi al secondo posto nella classifica marcatori dietro Horst Siegl.
Il Teplice comincia la stagione successiva con gli impegni in Coppa UEFA: nel primo turno preliminare elimina gli ungheresi del Ferencvárosi TC per 4-2 (3-1 a Teplice e 1-1 a Budapest); nel secondo turno si fa estromettere dagli spagnoli del Mallorca con un punteggio complessivo di 1-5 (1-2 in Repubblica Ceca e 3-0 a Palma di Maiorca). In campionato la squadra giunge al quinto posto, sfiorando l'accesso alla Coppa Intertoto, guidata dal sempre più leader Verbíř, che trova 10 reti in questa stagione piazzandosi al quinto posto nella classifica marcatori. Nella stagione 2000-01 Verbíř realizza 6 reti e il Teplice conclude il torneo al nono posto. Nel campionato 01-02 il Teplice centra il settimo posto e Verbíř marca 6 reti. La squadra strappa un biglietto per la Coppa Intertoto 2002.

##### 2002-2005: Il primo successo in Pohár ČMFS
La stagione inizia con le sfida in Coppa Intertoto 2002: i cechi trovano sul loro cammino i portoghesi del CD Santa Clara formazione esclusa dal Teplice per 9-2 (5-1 e 4-1); nel terzo turno il Teplice affronta i tedeschi del Kaiserslautern che dopo aver vinto per 2-1 a Kaiserslautern subiscono una pesante sconfitta per 4-0 da parte dei cechi che passano il turno; in semifinale sarà la squadra italiana del Bologna a sconfiggere i gialloblu per 8-2 (5-1 a Bologna e 3-1 a Teplice).
Nel 2003 i gialloblu lottano per il terzo posto, ma a fine campionato finiscono in sesta posizione. Verbíř realizza 4 reti. La squadra trova un successo nella Coppa della Repubblica Ceca, battendo per 1-0 lo Jablonec e riuscendo a vincere il primo trofeo in campo nazionale. Nel 2004 gli Skláři aprono la stagione con la Coppa Intertoto: escludono subito il Sopron per 2-3 (1-0 a Sopron e 1-3 a Teplice) per poi farsi eliminare dai russi del Šinnik Jaroslavl' per 4-1 (1-2 a Teplice e 2-0 a Jaroslavl'). Verbíř per la prima volta in 12 stagioni riesce a giocare tutte e 30 le partite del campionato andando in gol in 7 occasioni. Il Teplice conclude a centro classifica il torneo. Nel 2005 l'FK Teplice gioca un buon torneo raggiungendo lo Slavia Praga ed ottenendo il terzo posto, il che vale l'accesso alla Coppa UEFA 2005-2006. Verbíř segna 6 reti.

##### 2005-2011: Il secondo successo in Pohár ČMFS e il ritiro
In Coppa, il Teplice affronta ed elimina i bielorussi del MTZ-RIPO Minsk per 11-0 (5-0 a Teplice e 0-6 a Minsk); in seguito incontri gli spagnoli dell'Espanyol che estromettono i cechi per 3-1 (1-1 a Barcellona e 0-2 a Teplice). Nel torneo 05-06 l'FK Teplice tiene la scia dei migliori e raggiunge la quarta piazza il che vale il posto nella Coppa Intertoto. Verbíř segna sei reti in campionato.
Nel 2006 il Teplice affronta gli svizzeri del Grasshoppers in Coppa Intertoto: la squadra di Zurigo vincerà il doppio confronto con un doppio 2-0. In campionato il Teplice chiude all'ottavo posto con Verbíř che mette a segno una sola marcatura, anche perché gioca solo metà stagione. Nella stagione 2007-2008 Verbíř segna 4 gol e porta il Teplice verso i vertici della classifica. A seguito della rinuncia del Brno (quarto classificato) la squadra ha l'accesso all'ultima edizione della Coppa Intertoto: in questa edizione i cechi affrontano e si fanno escludere dall'Honvéd grazie alla regola dei gol fuori casa dopo il 3-3 (1-3 a Teplice e 2-0 a Budapest).
Nella stagione 2008-09 il Teplice, nonostante il settimo posto in campionato, riesce ad accedere alla prima edizione dell'Europa League grazie al secondo successo in Pohár ČMFS: la squadra batte per 1-0 lo Slovacko. Verbíř in questa stagione non realizza nessuna rete in campionato: ciò non era mai successo da quando Verbíř gioca in prima divisione. In Europa League la squadra viene eliminata dall'Hapoel Tel Aviv per 2-3 (1-2 e 1-1).
Nel Gambrinus Liga 2009-10 il Teplice lotta per la volata scudetto contro Sparta Praga, Jablonec e Baník Ostrava ma alla fine giunge quarto con una giornata d'anticipo. Verbíř realizza due reti in questa stagione
Il 14 aprile 2011 realizza una doppietta segnando due rigori contro lo Slavia Praga, partita di Pohár ČMFS finita sul 2-1.
Il 28 maggio 2011 gioca la sua ultima partita contro lo Slovácko (1-1).

### Nazionale
Tra il 1996 e il 2000 viene convocato 10 volte dalla Nazionale ceca nella quale realizza 2 reti.

## Palmarès

### Club
- Pohár ČMFS: 2

Teplice: 2003, 2009

### Individuale
- Personalità ceca dell'anno: 1

2007